# Bourdonnay
Bourdonnay là một xã trong vùng Grand Est, thuộc tỉnh Moselle, quận Château-Salins, tổng Vic-sur-Seille. Tọa độ địa lý của xã là 48° 43' vĩ độ bắc, 06° 43' kinh độ đông. Bourdonnay có điểm thấp nhất là 217 mét và điểm cao nhất là 283 mét. Xã có diện tích 17,4 km², dân số vào thời điểm 1999 là 239 người; mật độ dân số là 13 người/km². Xã nằm khoảng 16 km về phía đông của Vic-sur-Seille.

## Thông tin nhân khẩu
| 1926 | 1936 | 1954 | 1962 | 1968 | 1975 | 1982 | 1990 | 1999 |
| ---- | ---- | ---- | ---- | ---- | ---- | ---- | ---- | ---- |
| 476  | 413  | 379  | 342  | 357  | 313  | 272  | 215  | 239  |